# Sirona (mitología)

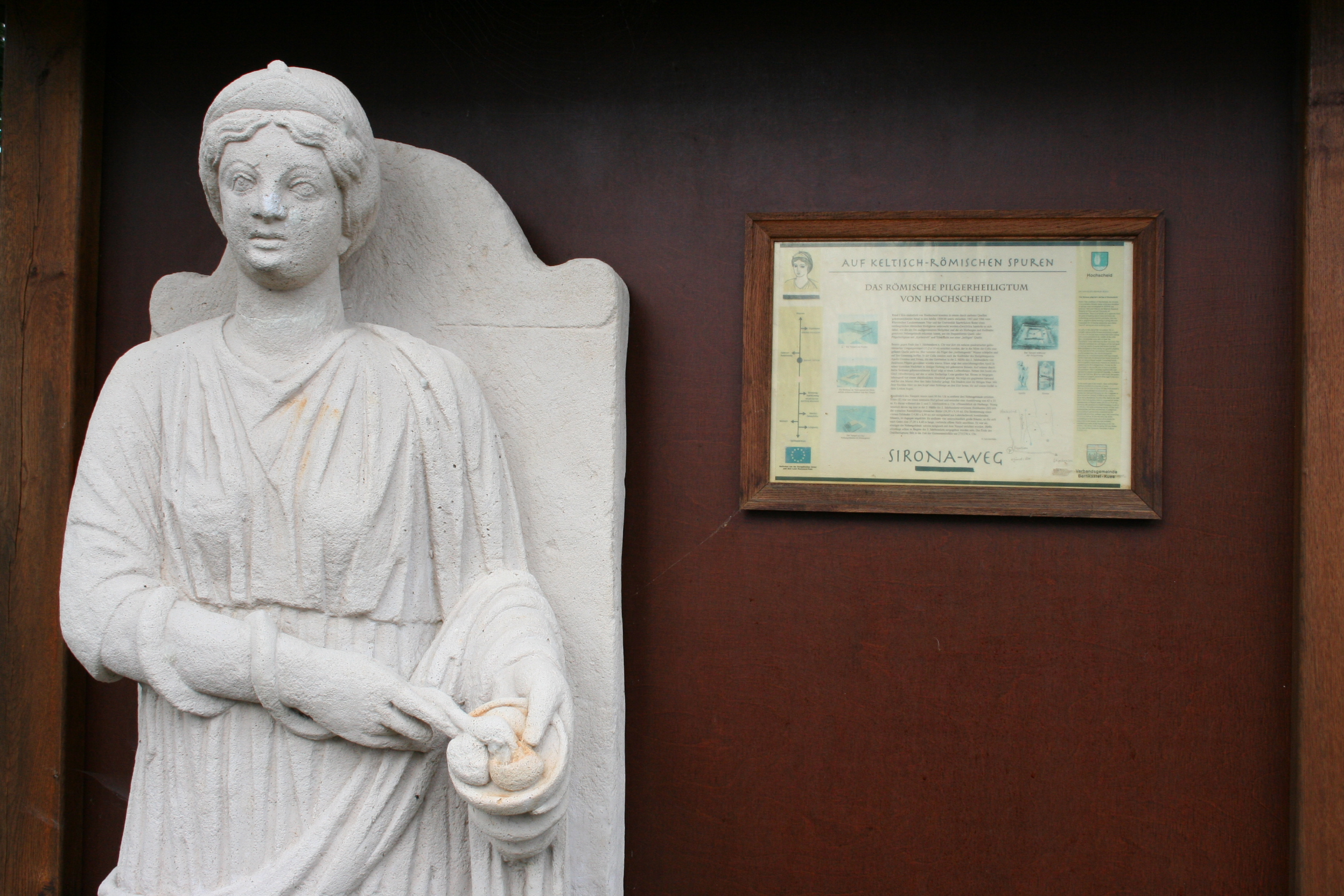
Sirona, diosa de la luz lunar.

Sirona, en la mitología celta, era una diosa de las sanaciones, adorada principalmente en el este de la Galia central y a lo largo del limes danubiano. Fue asociada con las aguas termales. Sus atributos eran las serpientes y los huevos y a veces lleva uvas, granos o frutas en sus manos. A veces se la representa junto a Apolo Granno o Apolo Borvo. Era particularmente adorada por los tréveros en el valle del Mosela.

## Etimología y fuentes epigráficas
Su nombre significa "estrella", "astro", es la diosa de la luz lunar, asimilable a la Diana romana. La luz de la luna, de acuerdo con las antiguas creencias, tiene un papel de atracción de las aguas subterráneas. De aquí proviene la creencia de los jardineros en el calendario lunar. Téngase también en cuenta el efecto de las mareas, correlacionado con las fases de la luna, o en grandes volúmenes de aguas.
El nombre de la diosa se encuentra escrito de diversas maneras: Sirona, Đirona, Thirona, lo que indica una cierta dificultad para captar el sonido inicial en el alfabeto latino. El símbolo Đ se utiliza para representar el Tau Gallicum. Su significado, con la raíz gala ster-, podría ser "estelar" o "astral" y el sufijo -on, "grande", a menudo asociado a los nombres de las divinidades celtas como Epona, Dea Matrona o Maponos.

## Difusión

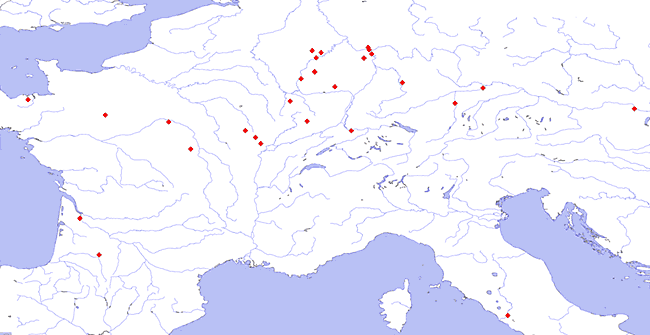
Mapa que muestra la distribución donde se han encontrado inscripciones o representaciones de Sirona.

La difusión de Sirona, tanto epigráfica como en representación escultórica, se concentra principalmente en el este de la Galia central, hasta las líneas germanas, y a lo largo del limes del Danubio hasta el este de Budapest. También se ha encontrado alguna evidencia en Aquitania, Bretaña y una sola en Italia, pero no se ha encontrado ninguna en Britannia, Hispania, o en cualquiera otra provincia romana.
Su nombre, asociado con el dios Apolo se encuentra en Lorena, en la Sainte Fontaine de la comuna de Freyming-Merlebach en Mosela o en la antigua fuente de Graux (Vosgos). También se asoció con Apolo en Luxeuil-les-Bains, en una dedicatoria en un altar de piedra arenisca blanca que se encontraba en el jardín del edificio termal.